# Argentinas Grand Prix 1975
Argentinas Grand Prix 1975 var det första av 14 lopp ingående i formel 1-VM 1975. 

## Resultat
1. Emerson Fittipaldi, McLaren-Ford, 9 poäng
2. James Hunt, Hesketh-Ford, 6
3. Carlos Reutemann, Brabham-Ford, 4
4. Clay Regazzoni, Ferrari, 3
5. Patrick Depailler, Tyrrell-Ford, 2
6. Niki Lauda, Ferrari, 1
7. Mark Donohue, Penske-Ford
8. Jacky Ickx, Lotus-Ford
9. Vittorio Brambilla, March-Ford
10. Graham Hill, Hill (Lola-Ford)
11. Jody Scheckter, Tyrrell-Ford
12. Tom Pryce, Shadow-Ford (varv 51, transmission)
13. Rolf Stommelen, Hill (Lola-Ford)
14. Jochen Mass, McLaren-Ford

### Förare som bröt loppet
- Carlos Pace, Brabham-Ford (varv 46, motor)
- Arturo Merzario, Williams-Ford (44, för få varv)
- Mario Andretti, Parnelli-Ford (27, transmission)
- Mike Wilds, BRM (24, motor)
- Ronnie Peterson, Lotus-Ford (15, motor)
- Jacques Laffite, Williams-Ford (15, växellåda)
- Wilson Fittipaldi, Fittipaldi-Ford (12, olycka)

### Förare som diskvalificerades
- John Watson, Surtees-Ford (varv 6, reparation utanför depån)

### Förare som ej startade
- Jean-Pierre Jarier, Shadow-Ford (transmission)